# Chichester, Québec
Chichester är en kommun av typen kanton (municipalité de canton) i den kanadensiska provinsen Québec. Den ligger i regionen Outaouais, i den sydöstra delen av landet, 120 km nordväst om huvudstaden Ottawa. Antalet invånare var 350 vid folkräkningen 2021. Landarean är 219 kvadratkilometer.
Kommunen är officiellt tvåspråkig (franska och engelska), med 86 % engelsktalande och 13 % fransktalande (modersmålstalare) vid folkräkningen 2021.